# Томилівка (зупинний пункт)
Томилівка — пасажирський залізничний зупинний пункт Козятинської дирекції Південно-Західної залізниці розташований на двоколійній, електрифікованій змінним струмом лінії Фастів I — Миронівка.
Розташований біля с. Томилівка Білоцерківського району між станціями Роток (5 км) та Сухоліси (10 км). Між ними з.п. Бірюки (3 км).
На зупинному пункті зупиняються приміські поїзди.